# 司法職務定制
司法職務定制（しほうしょくむていせい、明治5年8月3日太政官達）は、明治政府における司法省の職制や司法制度を整備するために制定された日本の法令。法形式は、司法省への太政官達。司法省に関する最初の事務章程であり、「司法省職制並ニ事務章程」ともいう。

## 概要
司法省成立以前の明治政府では、刑事事件を所管する刑部省（その前身である刑法官）や民事事件を所管する民部省（その前身である民部官）が設置されていた。その一方で、県治条例（明治4年11月27日太政官達）により地方行政庁である府県に聴訟課が置かれ、個々の訴訟事務は地方官おいて処理されており、その大部分は、旧幕府での各藩の運用が引き継がれていた。
1871年（明治4年）7月9日、明治政府は、太政官布告「刑部省弾正台ヲ廃シ司法省ヲ置ク」をもって刑部省と弾正台を廃止し、司法省を設置した。新たに創設された司法省は、同日の太政官沙汰により、従来刑部省と弾正台がそれぞれ所管していた事務一切を全て引き継ぐこととされ、同時に、司法卿及び大輔少輔の職掌については、同日の太政官布告「司法卿輔職制ヲ定ム」において「執法申律折獄断訟捕亡」の総判を掌るものと定められたが、その他の職制等、司法省の章程については定められなかった。
1872年（明治5年）に江藤新平が司法卿に就任すると、本格的に司法制度の改革が進展する。同年8月3日、フランスやオランダ等の制度を参酌し、22章108条から成る司法職務定制が制定された。これにより、司法省の職掌が法的に確定し、近代法制度が形成されるに至った。
司法職務定制では、司法省は、「全国法憲ヲ司リ各裁判所ヲ統括」（2条）するものとされた。その省務は、裁判所、検事局、明法寮に分けられ（3条）、司法省内の一部局である司法省裁判所を頂点とする裁判機構を整備することで、地方官の裁判権を否定し、司法権及び司法行政権を司法省に一元化した。当時裁判事務を取り扱っていた地方官の一部は、後に司法省の裁判官に任用された。
もっとも、司法裁判所長は司法卿が兼務するという規定（46条）や、司法権を行使する裁判所を行政庁である司法省が統括すること、さらには、上訴裁判所である司法裁判所が司法省内の部局として設計されていることから、司法職務定制は司法権を行政権から独立させることを目指すものではなかった。また、府県裁判所は、死罪及び疑獄についての裁判は司法省に伺い出る必要があり（58条）、裁判所の「伺」に対して司法省の回答である「指令」が出される等、司法省の司法行政権が裁判官に対して優位に置かれていた。
その他、司法省の所管事務として「新法ノ議案及条例ヲ起ス」（7条）と規定されたうえで、明法寮の章程の中に「新法ヲ議草ス」（79条）と規定されており、法典編纂事業が司法省の事業となることが明記されている。
司法職務定制の廃止を明記した法令はないが、大審院の設置を定めた明治8年5月8日司法省第10号達（司法省及検事並ニ大審院諸裁判所職制章程）をもって「消滅」したものと考えられている。

## 裁判所
裁判所は、司法省臨時裁判所、司法省裁判所、出張裁判所、府県裁判所、各区裁判所の5種類に分類された（4条）。このうち、臨時裁判所は「国家ノ大事ニ関スル事件及裁判官ノ犯罪」を審理するため臨時に設置されるもので（11章）、常設の裁判所としては司法省裁判所が最上級裁判所である（12章）。また、出張裁判所は、「司法省裁判所ノ出張」であり、司法省裁判所が東京近傍の府県を直接管轄するのに対し、出張裁判所はそれ以外の地域を数県ごとに区画して管轄するものとされた。出張裁判所には司法省裁判所と同一の権限が認められたが（55条）、実際には設置されなかった。
通常事件の第一審裁判所は府県裁判所であり、聴訟（民事裁判）について特に権限の制限はないが、断獄（刑事裁判）では流刑以下の事件を単独で裁断することが認められていた（58条）。府県裁判所の長には判事が充てられ（56条）、解部が職務を分掌した（20条）。
各区裁判所は府県裁判所に属し、笞杖刑以下の刑事裁判と元金100両以下の民事裁判を扱った（69条、70条）。各区裁判所の長には解部が充てられた（68条）。

## 検事
3条に司法省の部局として規定された検事局について、制定当初の司法職務定制には具体的な組織を定めた規定は存在しない。ただし、6章に検事職制、7章に検事章程が置かれており、この検事章程が後に明治6年6月17日司法省甲第1号（検事職制削正）をもって改正された際に「検事局章程」と改題されている。
検事章程では、検事は「裁判ノ当否ヲ監スルノ職」とされ、断獄（刑事裁判）だけでなく聴訟（民事裁判）についても手続に陪席して裁判の当否を監視した。他方で、司法職務定制では弾劾主義が採用されておらず、「検事ハ裁判ヲ求ムルノ権アリテ裁判ヲ為スノ権ナシ」として、刑事裁判手続において検事に公訴提起の権限や公判維持の役割はなかった。
また、検事の職制として「罪犯ノ探索捕亡ヲ管督指令ス」（22条第3）と「検部及逮部を総摂ス」（22条第4）が定められており、検事は、検部や逮部を指揮して犯罪捜査や犯人逮捕の職務を担った。

## 証書人代書人代言人
司法職務定制では、10章に司法官以外の法律専門職として「証書人」「代書人」「代言人」について規定し、これらを「各区」に置いて法律事務にあたらせることとした。
当時のフランスでは、公正証書の作成を職務とするノテール（notaire、公証人）、訴訟書類等の作成を職務とするアヴーエ（avoué、代書師）、法廷での弁論を職務とするアヴォカ（avocat、代言人）という司法補助職ないし法律専門職が存在し、司法職務定制では、これらのフランスの職制に着想を得たものである。証書人、代書人、代言人は、それぞれ現在の公証人、司法書士、弁護士の濫觴となった。
証書人は、「田畑家屋等不動産ノ売買賃貸及生存中所持物ヲ人ニ贈与スル約定書ニ奥印セシム」（41条）ことを職務とした。司法職務定制では、各区戸長役所に証書人を置くものとされていたが、実際には証書人は置かれず、その職務は戸長が行っていたと考えられている。
代書人は「各人民ノ訴状ヲ調成シテ其詞訟ノ遺漏無カラシム」（42条）ことを職務とし、代言人は「自ラ訴フル能ハザル者ノ為ニ之ニ代リ其訴ノ事情ヲ陳述シテ枉冤無カラシム」（43条）ことを職務とした。両者はともに裁判手続に関与する法律専門職であることから、司法職務定制はフランスのアヴォカとアヴーエに倣った二元主義的弁護士制度を取り入れたものとされる。しかし、代書人にも代言人にも資格要件は定められておらず、両者を兼任することも可能であった。

## 明法寮
1871年（明治4年）に司法省に設置された明法寮について、当初は具体的な職制と章程を欠いていたが、司法職務定制の19章に明法寮職制、20章に明法寮章程が定められた。明法寮の職務としては、「新法ヲ議草ス」（79条）、「各国ノ法を講究ス」（80条）、「条例を撰修シテ法律ヲ調成ス」（81条）といった法律の起草や研究に関することや、疑獄に関する裁判所から本省への「伺」に対し、断刑課から送付（21条第5）された件について回答を議論すること（83条）などが定められた。また、当初の明法寮設置の目的であった司法官の養成についても、法官の職掌に「生徒ヲ教授ス」として定められている。